# Heten
Heten (ukrajinsky: Гетен, rusky: Гетен, maďarsky: Hetyen) je vesnice na Ukrajině v Zakarpatské oblasti v okrese Berehovo, 21 kilometrů severozápadně od města Berehovo, v blízkosti hranic s Maďarskem. Heten je částí obce Popovo, která je součástí kosonského jednotného územního společenství (hromady). V roce 2025 zde žilo 761 obyvatel.

## Historie
První písemná zmínka o obci pochází z roku 1270. V roce 1920 po Trianonské smlouvě se stala součástí Československé republiky, nesla název Getin. V letech 1938–1945 byla pod vládou Maďarska. od roku 1945 do roku 1991 byla součástí Ukrajinské sovětské socialistické republiky pod názvem Lipovo. Od roku 1991 je součástí Ukrajiny. 
V roce 1607 obec v rámci reformace přešla na protestantskou víru. 

## Zvonice
V obci u kostela stojí dřevěná zvonice postavená v 18. století. 
Z dubového trámového roštu vyrůstá štenýřový hranol o čtyřech rohových štenýřích, doplněný čtyřmi mezilehlými a jedním středovým štenýřem. Půdorys je čtvercový. Konstrukce je zpevněna důkladným zavětrováním. Na přesahujících  částech trámového roštu jsou vztyčeny opěrné sloupky, na kterých je šikmá spodní obvodová střecha. Věž je zakončena přesahujícím zvonovým patrem s lomenou vysokou jehlancovou střechou. V rozích střechy jsou čtyři malé věžičky s kovovými korouhvičkami. Zvonice je bedněná, na zvonovém patře dekorativně vyřezávaná. Zavěšené zvony byly odlity ve dvacátých letech 20. století a jsou zdobeny ornamenty a maďarskými nápisy. Zvonice a kostel jsou v seznamu kulturních památek místního významu.

## Kostel
Kostel v obci byl postaven už v roce 1383 majitelem panství Ondrášem Hetenim. V roce 1566 byl zničen tatarskými nájezdníky. V roce 1793 byl postavený nový jednolodní kostel bez zvláštní výzdoby. Stěny kostela jsou bílé, v jižní stěně jsou prolomena tři úzká vysoká klenutá okna. Strop je dřevěný. V interiéru je dvoustupňový baldachýn nad kazatelnou.